# Filmarks
Filmarks (jap. フィルマークス) – japońska witryna z recenzjami filmów, dram i anime oraz internetowa baza danych obsługiwana przez firmę Tsumiki Inc. Oferuje aplikację na smartfony (iPhone i Android) oraz wersję strony na komputery PC.

## Historia
W maju 2008 roku firma Tsumiki Inc. została założona w celu świadczenia zewnętrznych usług tworzenia stron internetowych. Strona z recenzjami filmowymi „Filmarks” została uruchomiona w sierpniu 2012 roku. Usługa recenzji dram została uruchomiona w aplikacji na iOS we wrześniu 2017 roku, a w aplikacji na Androida w maju następnego roku. W październiku 2020 roku w aplikacji i na stronie internetowej uruchomiono usługę recenzji anime.